# Чон Усон
Чон Усон (кор. 정우성?, 鄭雨盛?; род. 22 апреля 1973 года, Сеул, Республика Корея) — южнокорейский актёр. Начал карьеру как модель, достигнув известности после роли в гангстерском фильме «Удар» 1997 года. Стал разносторонним актёром, сыграв главные роли в различных жанрах: от драм «Город восходящего солнца» (1999) и «Дворняга» (2003) до исторического «Воин» (2001) и романтической классики «Не хочу забывать» (2004).
В его фильмографии есть такие крупные блокбастеры, как «Хороший, плохой, долбанутый» (2008), «Наблюдатели» (2013), «Божественный ход» (2014), «Король» (2017), «Стальной дождь» (2017), «Охота» (2022) и «Сеульская весна» (2023), а также криминальные триллеры «Асура: Безумный город» (2016) и «Большой куш» (2020). Роль Чона в фильме «Свидетельница» (2019) принесла ему награды за лучшую мужскую роль на 55-й церемонии вручения наград «Пэксан» и на 40-й церемонии вручения наград кинопремии «Голубой дракон».
В сфере телевидения Чон известен по ролям в фильмах «Люди дорог» (1995), «Падам-падам... Стук их сердец» (2011) и «Скажи, что любишь меня» (2023–2024). С 2014 по 2024 год он был первым корейским послом доброй воли Управления Верховного комиссара ООН по делам беженцев (УВКБ ООН), но подал в отставку из-за негативной реакции на его деятельность в защиту прав беженцев.
За свою актёрскую карьеру он получил множество наград, включая Азиатскую кинопремию, две премии «Пэксан» и пять кинопремий «Голубой дракон», в дополнение к пяти номинациям на «Большой колокол».

## Ранняя жизнь
Чон родился в районе Садан-дон, который в то время был одним из самых экономически неблагополучных районов Сеула. С детства он был высоким, что заставляло его сутулиться, чтобы уменьшить свой рост, что привлекало внимание в начальной школе. После первого года обучения в средней школе он покинул её, чтобы работать и поддерживать свою семью. Пытаясь пробиться в киноиндустрию, ему сказали, что он слишком высокий для актёра, что привело его к началу карьеры в качестве модели.

## Карьера

### Актёрская карьера

#### Кинематограф
Чон был выбран на роль актёра через уличный кастинг бывшим генеральным директором Sidus Чха Сынджэ, который в то время возглавлял производственный отдел кинокомпании Shin Cine. Чон дебютировал в кино в главной роли в фильме 1994 года «Лиса с девятью хвостами», одном из первых корейских фантастических фильмов и первом, использовавшем компьютерную графику. Его дебют состоялся вместе с актрисой Ко Соён, с которой он позже снимался ещё дважды, в том числе в его прорывном фильме 1997 года «Удар». Режиссёром «Удара» выступил Ким Сонсу. Фильм рассказывает о старшекласснике, втянутом в жизнь банды. Картина принесла Чону широкую известность и положила начало его восхождению к элитному списку корейских актёров, сделав его одним из самых востребованных коммерческих моделей.
В 1999 году он снялся в фильме «Город восходящего солнца», где исполнил роль неудачливого боксёра, подружившегося с невезучим мошенником. Его партнёр по фильму, актёр Ли Джонджэ, стал его другом на всю жизнь. Позже Ли сыграл роль лейтенанта военно-морского флота в фильме «Субмарина „Призрак“» и марафонца в фильме «Любовь». В 2001 году вышел фильм «Воин», который стал его третьей совместной работой с режиссёром Ким Сонсу. В этом эпическом блокбастере Ли сыграл вместе с китайской звездой Чжан Цзыи и получил широкую известность как в Корее, так и за её пределами.
В 2002 году Чон сосредоточился на режиссуре музыкальных клипов и съёмках в большом количестве рекламных роликов. Затем он исполнил эксцентричную главную роль в фильме «Дворняга» режиссёра Квак Кёнтхэка. В последующих ролях Чон часто играл романтических персонажей, используя уже сформировавшийся образ. В кассовом хите «Скажи, что любишь меня» он сыграл архитектора, чья жена (в исполнении Сон Йеджин) диагностирована с ранним началом болезни Альцгеймера. В фильме «Ромашка», действие которого происходит в Нидерландах, он исполнил роль наёмного убийцы, влюбляющегося в уличную художницу, роль которой исполнила Чон Джихён. Также он сыграл пожарного в фильме «Грустное кино» и охотника на демонов, ищущего свою потерянную любовь (в исполнении Ким Тхэхи), в фильме «Беспокойный».

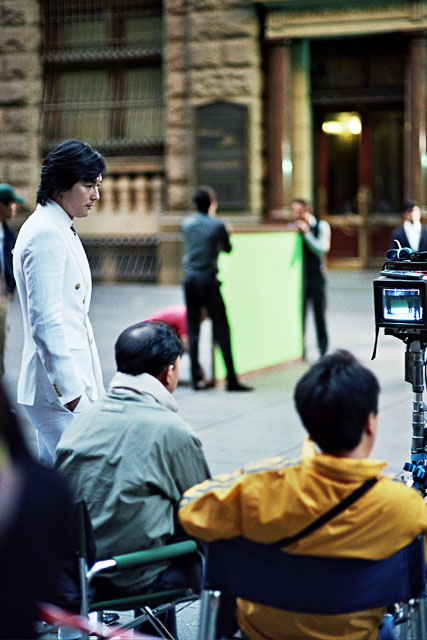
Чон У Сон на съёмочной площадке, 2008 год

Ким Чжи Ун, режиссёр фильма «Хороший, плохой, долбанутый» (2008), вдохновлённого работами Серджо Леоне, создал одну из самых знаковых ролей для Чона. Актёр использовал свою физическую выразительность, чтобы успешно воплотить образ, аналогичный Клинту Иствуду в трилогии «Хороший, плохой, злой». Фильм был показан вне конкурса на Каннском кинофестивале 2008 года, где также состоялась его мировая премьера. Чон присутствовал на фестивале вместе с другими актёрами. За свою роль он получил награду за лучшую мужскую роль второго плана на 3-й Азиатской кинопремии и награду за выдающиеся достижения в актёрском мастерстве на Гавайском международном кинофестивале 2008 года. Вскоре после этого Чон снова поработал с Ким Чжи Уном над короткометражным фильмом для W Korea.
В 2009 году Чон Усон снялся в романтической драме Хо Джинхо «Сезон хороших дождей» вместе с китайской актрисой Гао Юаньюань. Также он принял участие в боевике Су Чжаобиня «Власть убийц» с Мишель Йео в главной роли. В 2011 году Чон получил роль в англоязычной 3D-ремейкизации фильма Джона Ву «Наёмный убийца». Съёмки должны были проходить в Лос-Анджелесе, а режиссёром должен был стать Джон Х. Ли, снявший «Момент истины», а Джон Ву, помимо режиссуры оригинальной версии фильма, также должен был выступить в роли продюсера. Однако проект был отложен, пока Джон Ву работал над другим фильмом, и впоследствии так и не был реализован.
Чон получил положительные отзывы за свою первую роль злодея в боевике и кассовом хите 2013 года «Наблюдатели». Он сыграл безжалостного главу преступной организации, специализирующейся на ограблениях банков, с невероятной ловкостью ускользая от преследующих его детективов.

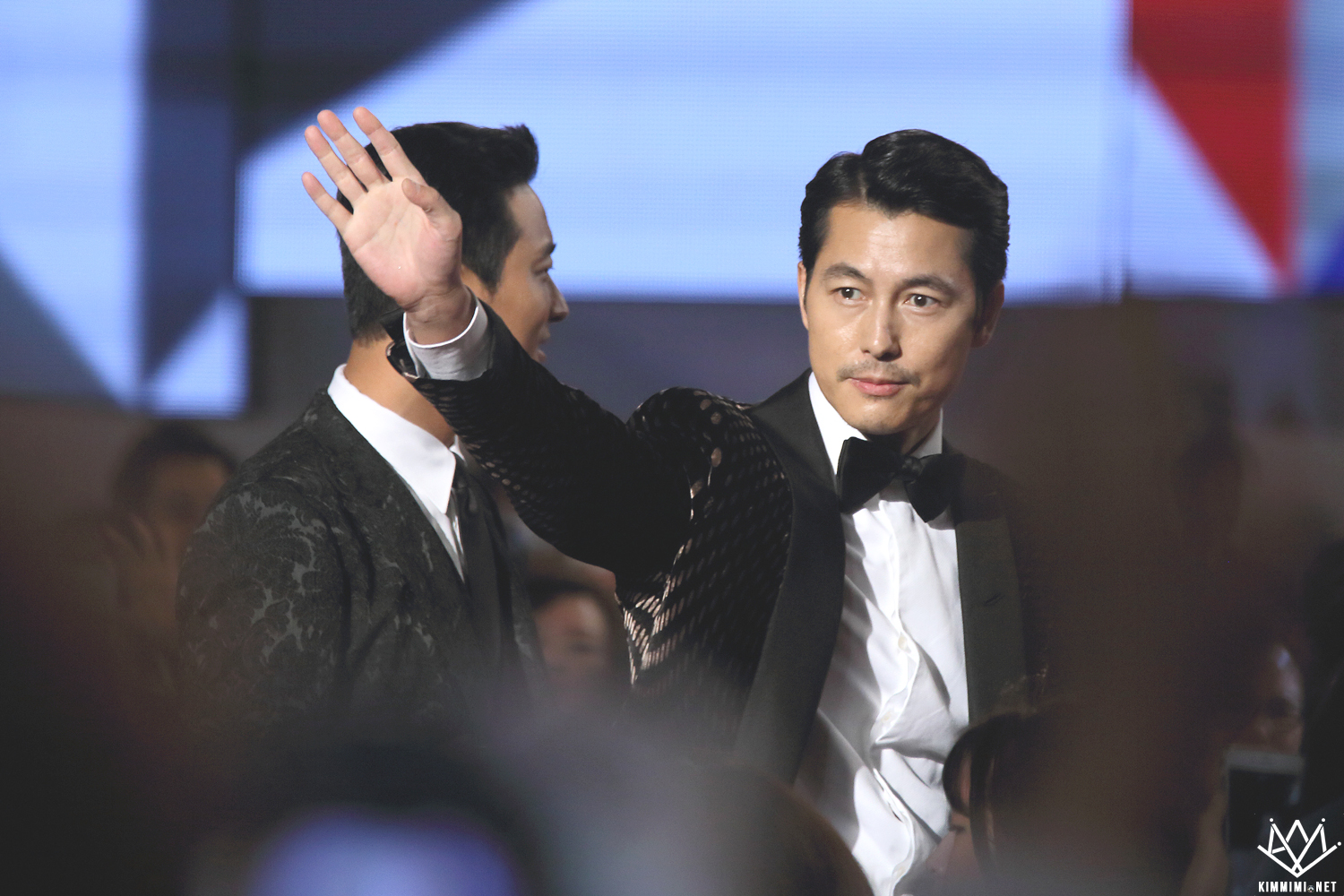
Чон Усон на Международном кинофестивале в Пусане, 2015 год

В следующем проекте Чон сыграл роль игрока в го, стремящегося отомстить, в фильме «Божественный ход». Затем он исполнил роль университетского профессора, изменяющего жене и постепенно теряющего зрение, в фильме «Мадам Пэндок». Мировая премьера фильма состоялась на Международном кинофестивале в Торонто в 2014 году и получила положительные отзывы критиков. После этого Чон исполнил главную роль в мелодраматическом инди-фильме «Не забывай меня». Этот фильм является ремейком короткометражного фильма 2010 года «Помни, богиня», режиссёром которого является Ли Юнджон. Чон также выступил со-продюсером этого фильма, объяснив, что хотел защитить оригинальные идеи режиссёра, которые другие продюсеры хотели изменить.
В 2016 году актёр исполнил главную роль в криминальном триллере в стиле нуар «Асура: Безумный город» — своём четвёртом проекте с режиссёром Ким Сонсу. В фильме он сыграл коррумпированного детектива, который пытается спасти свою неизлечимо больную жену, одновременно арестовывая коррумпированного мэра города. Мировая премьера картины состоялась на 41-м Международном кинофестивале в Торонто в сентябре 2016 года, где она была представлена в секции специальных показов. Вторым фильмом актёра, снятым в 2016 году и выпущенным в 2017-м, стала политическая драма Хан Джэрима «Король». Сюжет фильма рассказывает о старшем прокуроре, которым манипулирует его амбициозный молодой коллега, связанный с мафией.

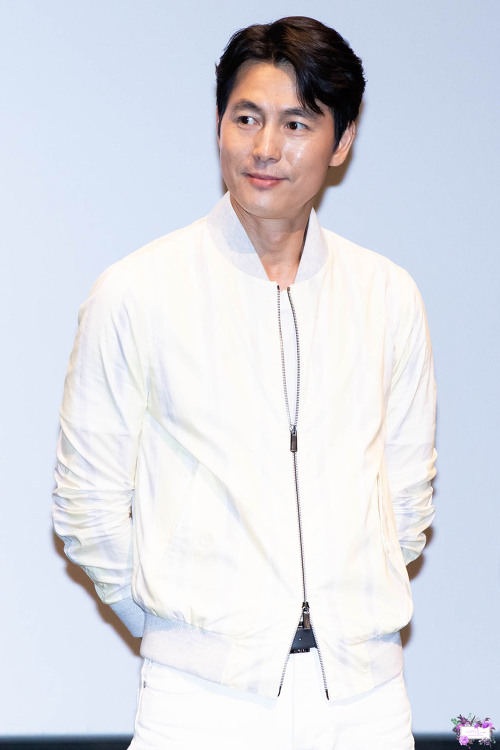
Чон Усон на пресс-конференции «Инран: Волчья бригада» с актёрским составом, 2018 год

В 2017 году Чон сыграл бывшего агента разведывательного бюро Северной Кореи в фильме «Стальной дождь». В 2018 году он исполнил роль офицера элитного подразделения полиции в научно-фантастическом боевике «Инран: Волчья бригада». Этот фильм, основанный на японском аниме «Оборотни», стал его второй работой с режиссёром Ким Чжи Уном.
В 2019 году он снялся в драме «Свидетельница» в роли адвоката. За свою работу он получил Гран-при в категории кино на премии «Пэксан». В том же году он сыграл главную роль в триллере «Большой куш».
В 2020 году Чон исполнил главную роль в сиквеле фильма «Стальной дождь», который получил название «Стальной дождь 2: Саммит».
В 2022 году Чон также снялся вместе с Ли Джонджэ в его режиссёрском дебюте — шпионском боевике «Охота», который был представлен на Каннском кинофестивале.

#### Телевидение
В 1995 году Чон впервые сыграл крупную роль на телевидении в драматическом сериале SBS «Люди дорог», исполнив роль начинающего автогонщика, который уезжает в США, чтобы осуществить свою мечту. Эта роль не только увеличила его популярность, но и принесла ему признание критиков, включая награды как «Лучшему новому актёру» на 32-й церемонии вручения наград «Пэксан» и SBS Drama Awards.
В 2010 году Чон вернулся на малые экраны после 15-летнего перерыва в высокобюджетном шпионском сериале «Афина: Богиня войны», где сыграл агента Национальной антитеррористической службы (NTS). «Афина» была спин-оффом популярного драматического сериала KBS2 2009 года «Айрис». С бюджетом в 20 миллиардов вон (около 17 миллионов долларов США) сериал снимался на натуре в Италии, Новой Зеландии, Японии и США. Премьера на канале SBS собрала 22,8% зрительской аудитории. Во время съёмок в январе 2011 года Чон и другой актёр получили травмы, что привело к недельной отсрочке выхода одного из эпизодов «Афины». Сериал также был адаптирован в двухчасовую киноверсию и выпущен в 2011 году под названием «Афина: Фильм».
Чон дебютировал в японском драматическом сериале с эпизодическим появлением в 6 и 7 сериях «Жизнь прекрасна ~Спасибо, папа. Прощай~». Затем он снялся в сериале «Падам-падам... Стук их сердец», который ознаменовал запуск новой кабельной телевизионной станции JTBC. Чон выбрал этот проект, потому что его привлекла манера Но Хёнгёна писать «семейные драмы». Он хотел реалистично изобразить любовь и боль, которые переживают семьи, независимо от того, между матерью и сыном или отцом и сыном. В сериале он сыграл мужчину, недавно освобожденного из тюрьмы после 16-летнего заключения за преступление, которого не совершал. Премьера сериала состоялась 5 декабря 2011 года. 

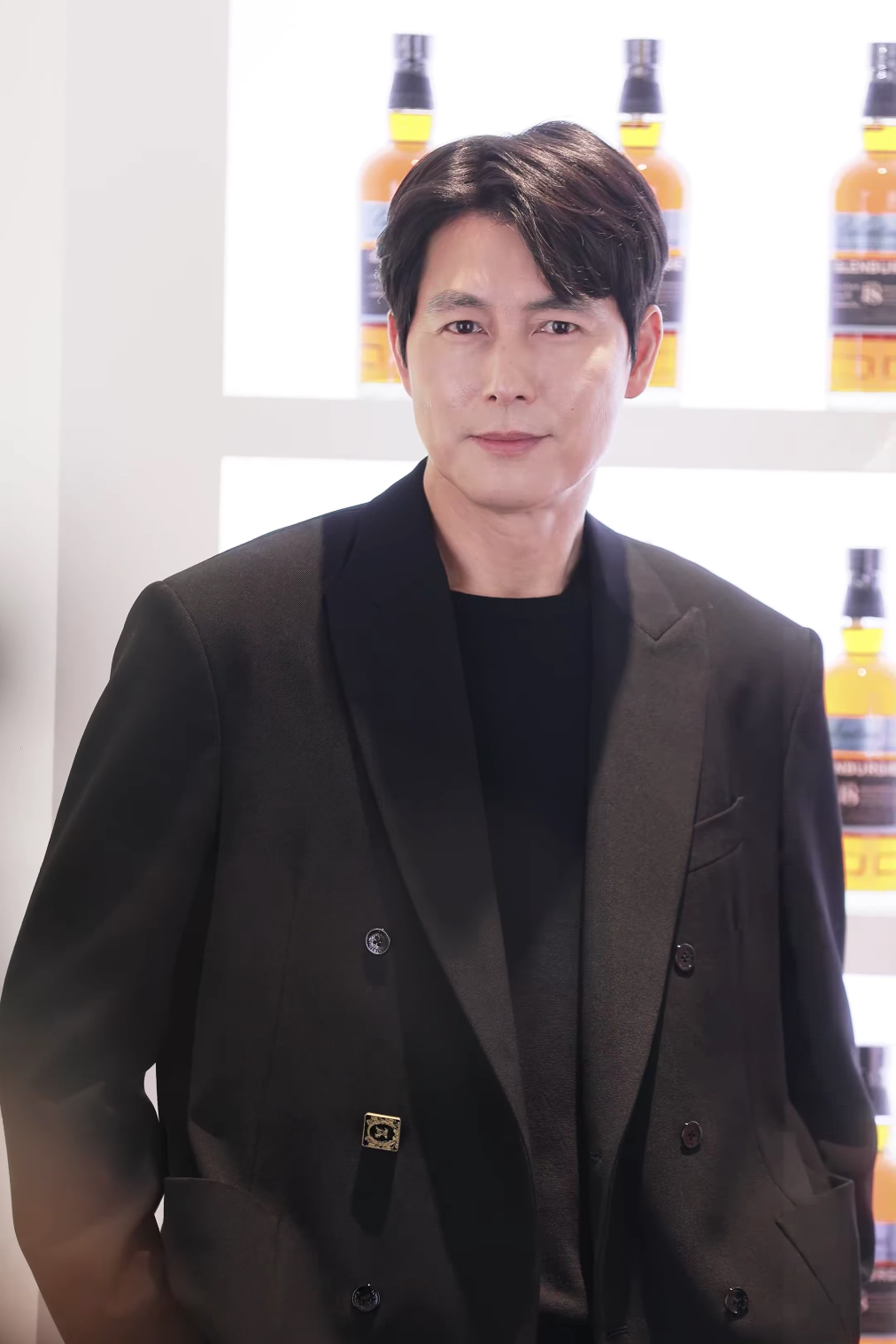
Чон Усон на мероприятии Ballantine’s, 2021 год

В декабре 2020 года он заменил Пэ Сону в главной роли в сериале SBS «Из грязи в князи». В 2021 году Чон выступил исполнительным продюсером сериала Netflix «Море Спокойствия». В 2022 году он сыграет главную роль в ремейке японской драмы «Скажи, что любишь меня».

### Режиссёрская карьера
В 2000 году Чон начал пробовать себя в режиссуре. Его первыми работами стали музыкальные клипы для популярной южнокорейской поп-группы G.o.d. В 2012 году он снял рекламный ролик для кабельного канала XTM, в котором также снялся. Годом позже Чон был одним из четырех знаменитостей, снявших короткометражный фильм на смартфоне Samsung Galaxy S4 на тему «Найди спутника жизни». Его короткометражка «Любовь» исследует чувства первой любви и набрала 1,8 миллиона просмотров на YouTube. Затем он снял еще один короткометражный фильм для проекта «История меня и S4». В его короткометражке «Начало мечты» Чхве Джинхёк исполнил роль обычного офисного работника, который мечтает вырваться из рутины и погрузиться в мир фантазий. Его встречает синяя рыба, он едет на спортивном автомобиле на сверхзвуковой скорости, видит мальчика, плывущего мимо с воздушным шаром, тусуется с хиппи-группой в их фургоне и встречает себя в детстве на автобусной остановке.
В 2014 году Чон совместно с актерами Френсисом Ыном и Чан Чэнем снял три короткометражных фильма для антологии «Три зачарованных жизни», организованной Гонконгским международным кинофестивалем. Критики высоко оценили короткометражку Чона «Убийца за спиной старика» как самую сильную и стильную работу. В ней сын нанимает чрезвычайно методичного киллера (в исполнении Энди Чхве) для убийства своего отца, но киллер оказывается очарован медленным и упорядоченным образом жизни мужчины и не решается выполнить задание. Чон был приглашен представить «Убийцу за спиной старика» на 9-м Кинофестивале корейского кино в Лондоне в ноябре 2014 года.
Его режиссёрский дебют «Защитник» с его участием, Ким Намгилем, Пак Сонуном и Ким Джунханом был приглашён в секцию специальных показов на Международном кинофестивале в Торонто 2022 года, где состоялась его мировая премьера в сентябре 2022 года.

### Агентство талантов
В октябре 2012 года Чон покинул агентство талантов Taurus Films, с которым сотрудничал с 2009 года, и основал новое агентство Red Brick House, назначив своего менеджера с 10-летним стажем генеральным директором. В мае 2016 года Чон и актёр Ли Джонджэ совместно основали и стали генеральными директорами агентства талантов Artist Company. Помимо основателей, агентство представляет других артистов, таких как Ли Сиа, Ко Ара, Ха Чон У, Исом, Нам Джихён и Ём Джона.

## Благотворительность

### УВКБ ООН
В мае 2014 года Управление Верховного комиссара Организации Объединённых Наций по делам беженцев в Корее назначило Чон Усона своим первым послом доброй воли среди знаменитостей. Официально он был назначен национальным послом доброй воли УВКБ ООН 17 июня 2015 года. В 2014 году он совершил свою первую миссию для организации в Непале. Затем он пожертвовал ₩50 миллионов (около $46 000) на помощь пострадавшим от землетрясения 25 апреля. В 2015 году он посетил Южный Судан, а в марте 2016 года встретился с сирийскими беженцами в Ливане. В июне 2017 года он отправился в Курдистанский регион Ирака, где посетил лагерь Куштапа для сирийских беженцев и лагерь Хасаншам U3, в котором в основном проживают иракцы, перемещённые из региона Мосул. В июне 2018 года он столкнулся с политической критикой, когда опубликовал в интернете пост, призывающий к более широкому принятию беженцев на фоне социальных разногласий по поводу йеменских беженцев, прибывающих на курортный остров Чеджудо. В 2019 году он опубликовал сборник эссе о своей деятельности в рамках УВКБ ОНН по делам беженцев.
15 июля 2024 года Чон в интервью выразил обеспокоенность чрезмерной идентификацией с Управлением Верховного комиссара ООН по делам беженцев в Корее (УВКБ ООН) и негативной реакцией на их гуманитарную деятельность. Он отметил: «Были выдвинуты обвинения в политической мотивации моей роли посла доброй воли, что негативно сказалось как на мне, так и на организации». 22 июля агентство Чона, Artist Company, объявило, что он добровольно покинул пост посла доброй воли УВКБ ООН 3 июля после девяти лет службы.

### Ассоциация по оказанию помощи в случае стихийных бедствий «Мост надежды»
8 марта 2022 года Чон вместе с Ли Джонджэ пожертвовал 100 миллионов вон Ассоциации по оказанию помощи при бедствиях «Мост надежды» для поддержки пострадавших от крупного лесного пожара, который начался в Ульджине, Кёнсан-Пукто, и распространился на Самчхок, Канвондо. 3 августа 2022 года Ассоциация по оказанию помощи при бедствиях «Мост надежды» объявила, что Чон и Ли Джонджэ присоединились к Клубу чести «Мост надежды» — группе крупных доноров, внесших более ₩100 миллионов.

## Член жюри кинофестивалей
Чон участвовал в различных международных кинофестивалях не только как актёр или режиссёр, но и в качестве члена жюри следующих фестивалей:
- 2012: 17-й Международный кинофестиваль в Пусане, Республика Корея[76]
- 2013: 14-й Международный кинофестиваль в Чонджу[англ.], Республика Корея[77][78]
- 2014: 20-й Биеннале в Кванджу, Республика Корея[79]
- 2015: SSFF & Asia (Фестиваль короткометражных фильмов и Азия), Япония[80]
- 2016: Международный кинофестиваль и церемония награждения в Макао[81]

## Личная жизнь
Чон — близкий друг актёра Ли Джонджэ, с которым он познакомился во время съемок фильма «Город восходящего солнца». Они являются совладельцами и соинвесторами нескольких компаний, включая агентство по управлению талантами Artist Company.
Чон открыто высказывается о своих политических взглядах, в частности, о многолетней поддержке беженцев, что часто вызывает негативную реакцию в Южной Корее. В ноябре 2016 года он оказался в центре внимания СМИ во время показа своего фильма «Асура: Безумный город» (2016), когда призвал: «Пак Кын Хе, уйдите в отставку» на фоне протестов, требующих импичмента тогдашнего президента. В интервью 2017 года Чон заявил: «Все наши граждане должны иметь возможность без колебаний выражать свои политические взгляды. Участие общественности делает государства и политиков лучше».
Чон известен своей скрытностью в отношении романтических связей. Он недолго встречался с коллегой по сериалу «Афина: Богиня войны» Ли Джиа. После того как их сфотографировали на свидании в Париже, Чон подтвердил свои отношения в марте 2011 года. Однако после раскрытия факта о предыдущем браке Ли с корейским певцом и композитором Со Тхэджи в апреле, Чон и Ли расстались в мае.
24 ноября 2024 года Чон сообщил, что у него есть сын от модели Мун Габи. Пара впервые встретилась в начале 2022 года, а их сын родился в марте 2024 года.

## Фильмография

### Кино
| Год  | Название                    | Роль                     | Примечания                            | Ист.    |
| ---- | --------------------------- | ------------------------ | ------------------------------------- | ------- |
| 1994 | Лиса с девятью хвостами     | Хёк                      |                                       |         |
| 1996 | Рождённый убивать           | Кил                      |                                       |         |
| 1996 | Гангстерские войны          | Рю Сохван                | Камео                                 |         |
| 1997 | Удар                        | Ли Мин                   |                                       |         |
| 1997 | Мотель Кактус               | Ли Мику                  |                                       |         |
| 1999 | Город восходящего солнца    | Точхоль                  |                                       |         |
| 1999 | Субмарина «Призрак»         | Номер 431                |                                       |         |
| 1999 | Любовь                      | Мёнсу                    |                                       |         |
| 2001 | Воин                        | Йесоль                   |                                       |         |
| 2003 | Дворняга                    | Чха Чхольмин             |                                       |         |
| 2004 | Не хочу забывать            | Чхольсу                  |                                       |         |
| 2005 | Грустное кино               | Джину                    |                                       |         |
| 2006 | Ромашка                     | Пак И                    |                                       |         |
| 2006 | Беспокойный                 | Игвак                    |                                       |         |
| 2008 | Хороший, плохой, долбанутый | Пак Довон, хороший       |                                       |         |
| 2009 | Подарок                     | Мину                     | Короткометражный фильм                |         |
| 2009 | Сезон хороших дождей        | Пак Донха                | Совместное производство Кореи и Китая |         |
| 2010 | Власть убийц                | Цзян Ашэн / Чжан Жэньфэн | Китайское производство                |         |
| 2013 | Наблюдатели                 | Джеймс                   |                                       |         |
| 2014 | Божественный ход            | Тхэсок                   |                                       |         |
| 2014 | Мадам Пэндок                | Сим Хаккю                |                                       |         |
| 2016 | Не забывай меня             | Соквон                   | Также продюсер                        |         |
| 2016 | Асура: Безумный город       | Хан Догён                |                                       |         |
| 2017 | Король                      | Хан Кансик               |                                       |         |
| 2017 | Стальной дождь              | Ом Чхоль У               |                                       |         |
| 2018 | Умысел                      | Рассказчик               | Документальное кино                   | [ 94 ]  |
| 2018 | Инран: Волчья бригада       | Чан Джинтхэ              |                                       |         |
| 2019 | Свидетельница               | Сунхо                    |                                       |         |
| 2019 | Брак по случайности         | Дорожный офицер          | Камео                                 |         |
| 2020 | Большой куш                 | Тхэён                    |                                       |         |
| 2020 | Стальной дождь 2: Саммит    | Хан Кёнджэ               |                                       |         |
| 2022 | Охота                       | Ким Чондо                |                                       | [ 95 ]  |
| 2023 | Мужик-медведь               | Человек-кабан            | Камео                                 | [ 96 ]  |
| 2023 | Защитник                    | Сохёк                    | Режиссёрский дебют                    | [ 97 ]  |
| 2023 | Медовая сладость            | Арендодатель             | Камео                                 | [ 98 ]  |
| 2023 | В паутине                   | Син Санхо                | Камео                                 | [ 99 ]  |
| 2023 | Сеульская весна             | Ли Тхэшин                |                                       | [ 100 ] |
| 2024 | Харбин                      | Пак Чжомчхоль            | Камео                                 | [ 101 ] |

### Телевидение
| Год       | Название                                | Роль        | Примечания         | Ист.    |
| --------- | --------------------------------------- | ----------- | ------------------ | ------- |
| 1995      | Люди дорог                              | Кан Донсук  |                    |         |
| 1996      | Суп из бычьих хвостов                   |             | Специальная драма  |         |
| 1996      | 1.5                                     | Ли Чанук    |                    |         |
| 2010      | Афина: Богиня войны                     | Ли Чону     |                    |         |
| 2011      | Жизнь прекрасна ~Спасибо, папа. Прощай~ | Доктор Ли   | Камео; 6-7 эпизоды |         |
| 2011      | Падам-падам... Стук их сердец           | Ян Канчхиль |                    |         |
| 2021      | Из грязи в князи                        | Пак Самсу   | 17-20 эпизоды      | [ 102 ] |
| 2023—2024 | Скажи, что любишь меня                  | Чха Джину   |                    | [ 103 ] |
| 2025      | Сделано в Корее                         | Чан Гёнён   |                    | [ 104 ] |

### Телешоу
| Год  | Название                         | Роль       | Примечания                                                                       | Ист.    |
| ---- | -------------------------------- | ---------- | -------------------------------------------------------------------------------- | ------- |
| 2021 | Звезды Западного Гандо, 3500 год | Рассказчик | Документальный фильм, снятый в честь 100-летия основания Военной академии Синхын | [ 105 ] |

### Участие в создании фильмов
| Год  | Название              | Режиссёр | Сценарист | Продюсер       | Примечания                                            | Ист.    |
| ---- | --------------------- | -------- | --------- | -------------- | ----------------------------------------------------- | ------- |
| 2000 | «After You Left Me»   | Да       | Нет       | Нет            | Музыкальный видеоклип; g.o.d                          |         |
| 2002 | «You Just Don't Know» | Да       | Нет       | Нет            | Музыкальный видеоклип; g.o.d                          |         |
| 2002 | «Sad Love»            | Да       | Нет       | Нет            | Музыкальный видеоклип; g.o.d                          |         |
| 2002 | «A Fool»              | Да       | Нет       | Нет            | Музыкальный видеоклип; g.o.d                          |         |
| 2012 | «Любовь и эго»        | Да       | Нет       | Нет            | XTM commercial; also starring                         | [ 106 ] |
| 2013 | «Любовь»              | Да       | Нет       | Нет            | Короткометражный фильм                                |         |
| 2013 | «Начало мечты»        | Да       | Нет       | Нет            | Короткометражный фильм                                |         |
| 2014 | «Убийца и старик»     | Да       | Да        | Нет            | Короткометражный фильм из серии «Три волшебные жизни» |         |
| 2016 | Не забывай меня       | Нет      | Нет       | Да             | Также в главной роли                                  |         |
| 2021 | Море спокойствия      | Нет      | Нет       | Исполнительный | Телесериал Netflix                                    |         |
| 2023 | Защитник              | Да       | Да        | Нет            | Также в главной роли                                  |         |

## Награды и номинации
| Награда                                                  | Год  | Категория                                           | Работа / Номинант           | Результат | Ист.    |
| -------------------------------------------------------- | ---- | --------------------------------------------------- | --------------------------- | --------- | ------- |
| Азиатская кинопремия                                     | 2009 | Лучшая мужская роль второго плана                   | Хороший, плохой, долбанутый | Победа    |         |
| Азиатская кинопремия                                     | 2014 | Лучшая мужская роль второго плана                   | Наблюдатели                 | Номинация |         |
| Премия «Пэксан»                                          | 1996 | Лучший новый актёр — телевидение                    | Люди дорог                  | Победа    |         |
| Премия «Пэксан»                                          | 1998 | Лучшая мужская роль — кино                          | Удар                        | Номинация |         |
| Премия «Пэксан»                                          | 2014 | Лучшая мужская роль — кино                          | Наблюдатели                 | Номинация |         |
| Премия «Пэксан»                                          | 2018 | Лучшая мужская роль — кино                          | Стальной дождь              | Номинация | [ 107 ] |
| Премия «Пэксан»                                          | 2019 | Гран-при — кинематограф                             | Свидетельница               | Победа    | [ 108 ] |
| Премия «Пэксан»                                          | 2019 | Лучшая мужская роль — кино                          | Свидетельница               | Номинация | [ 109 ] |
| Премия «Пэксан»                                          | 2023 | Лучшая мужская роль — кино                          | Охота                       | Номинация | [ 110 ] |
| Премия «Пэксан»                                          | 2024 | Лучшая мужская роль — кино                          | Сеульская весна             | Номинация | [ 111 ] |
| Beautiful Artist Awards                                  | 2021 | Награда за достижения в области искусства           | Чон Усон                    | Номинация | [ 112 ] |
| Кинопремия «Голубой дракон»                              | 1997 | Лучшая мужская роль                                 | Удар                        | Номинация |         |
| Кинопремия «Голубой дракон»                              | 1999 | Популярная звезда                                   | Субмарина «Призрак»         | Победа    |         |
| Кинопремия «Голубой дракон»                              | 2001 | Популярная звезда                                   | Воин                        | Победа    |         |
| Кинопремия «Голубой дракон»                              | 2003 | Лучшая мужская роль                                 | Дворняга                    | Номинация |         |
| Кинопремия «Голубой дракон»                              | 2008 | Популярная звезда                                   | Хороший, плохой, долбанутый | Номинация |         |
| Кинопремия «Голубой дракон»                              | 2013 | Лучшая мужская роль второго плана                   | Наблюдатели                 | Номинация |         |
| Кинопремия «Голубой дракон»                              | 2014 | Лучшая мужская роль                                 | Божественный ход            | Номинация |         |
| Кинопремия «Голубой дракон»                              | 2016 | Лучшая мужская роль                                 | Асура: Безумный город       | Номинация |         |
| Кинопремия «Голубой дракон»                              | 2016 | Популярная звезда                                   | Асура: Безумный город       | Победа    | [ 113 ] |
| Кинопремия «Голубой дракон»                              | 2019 | Лучшая мужская роль                                 | Свидетельница               | Победа    | [ 114 ] |
| Кинопремия «Голубой дракон»                              | 2021 | Лучшая мужская роль                                 | Стальной дождь 2: Саммит    | Номинация | [ 115 ] |
| Кинопремия «Голубой дракон»                              | 2022 | Лучшая мужская роль                                 | Охота                       | Номинация | [ 116 ] |
| Buil Film Awards                                         | 2008 | Лучшая мужская роль                                 | Хороший, плохой, долбанутый | Номинация |         |
| Buil Film Awards                                         | 2017 | Лучшая мужская роль                                 | Асура: Безумный город       | Номинация |         |
| Buil Film Awards                                         | 2019 | Лучшая мужская роль                                 | Большой куш                 | Номинация |         |
| Buil Film Awards                                         | 2022 | Лучшая мужская роль                                 | Охота                       | Номинация | [ 117 ] |
| Buil Film Awards                                         | 2024 | Лучшая мужская роль                                 | Сеульская весна             | Победа    | [ 118 ] |
| Премия кинокритиков Пусана                               | 2016 | Лучшая мужская роль                                 | Асура: Безумный город       | Победа    |         |
| Chunsa Film Art Awards                                   | 2005 | Лучшая мужская роль                                 | Не хочу забывать            | Номинация |         |
| Chunsa Film Art Awards                                   | 2018 | Лучшая мужская роль                                 | Стальной дождь              | Победа    | [ 119 ] |
| Golden Cinema Film Festival                              | 2019 | Гран-при (Дэсан)                                    | Свидетельница               | Победа    | [ 120 ] |
| Кинопремия «Большой колокол»                             | 1997 | Лучшая мужская роль                                 | Удар                        | Номинация |         |
| Кинопремия «Большой колокол»                             | 2002 | Лучшая мужская роль                                 | Воин                        | Номинация |         |
| Кинопремия «Большой колокол»                             | 2014 | Лучшая мужская роль                                 | Божественный ход            | Номинация |         |
| Кинопремия «Большой колокол»                             | 2020 | Лучшая мужская роль                                 | Свидетельница               | Номинация |         |
| Кинопремия «Большой колокол»                             | 2022 | Лучшая мужская роль                                 | Охота                       | Номинация | [ 117 ] |
| Международный кинофестиваль на Гавайях                   | 2008 | Выдающееся достижение в актерском мастерстве        | Чон Усон                    | Победа    | [ 121 ] |
| Международный кинофестиваль на Гавайях                   | 2022 | Премия Халекулани за достижения в карьере           | Защитник                    | Победа    | [ 122 ] |
| Korea Fashion & Design Awards                            | 2008 | Лучший костюм года                                  | Чон Усон                    | Победа    |         |
| Korea World Youth Film Festival                          | 2006 | Любимый актёр                                       | Чон Усон                    | Победа    |         |
| Korea World Youth Film Festival                          | 2007 | Любимый актёр                                       | Чон Усон                    | Победа    |         |
| Премия Корейской ассоциации кинокритиков                 | 1997 | Лучший новый актёр                                  | Удар                        | Победа    |         |
| Премия Корейской ассоциации кинокритиков                 | 2021 | Начинающий критик                                   | Чон Усон                    | Победа    | [ 123 ] |
| Премия Корейской ассоциации кинокритиков                 | 2022 | Лучшая мужская роль                                 | Охота                       | Победа    | [ 124 ] |
| Премия Ассоциации корейских кинопродюсеров               | 2019 | Лучшая мужская роль                                 | Свидетельница               | Победа    | [ 125 ] |
| Korean Swan Best Dresser Awards                          | 2008 | Лучший костюм (актёр)                               | Чон Усон                    | Победа    |         |
| Кинопремия Marie Claire                                  | 2017 | Пионер                                              | Асура: Безумный город       | Победа    |         |
| Министерство культуры, спорта и туризма Республики Корея | 2011 | Премия «Выдающийся корейский артист» в области кино | Чон Усон                    | Победа    | [ 126 ] |
| SBS Drama Awards                                         | 1995 | Лучший новый актёр                                  | Люди дорог                  | Победа    |         |
| SBS Drama Awards                                         | 2011 | Выдающиеся достижения, актёр в специальной драме    | Афина: Богиня войны         | Номинация |         |
| Style Icon Asia                                          | 2009 | Style Icon Актёр                                    | Чон Усон                    | Победа    | [ 127 ] |
| Style Icon Asia                                          | 2013 | Топ-10 Style Icon                                   | Чон Усон                    | Победа    | [ 128 ] |
| The Seoul Awards                                         | 2017 | Лучшая мужская роль — кино                          | Король                      | Номинация |         |

### Государственные награды
| Страна           | Год  | Награда                  | Ист.    |
| ---------------- | ---- | ------------------------ | ------- |
| Республика Корея | 2021 | Благодарность Президента | [ 129 ] |

### Списки
| Издатель          | Год  | Список                                                               | Место  | Ист.    |
| ----------------- | ---- | -------------------------------------------------------------------- | ------ | ------- |
| Forbes            | 2015 | Korea Power Celebrity 40                                             | 16-е   | [ 130 ] |
| Forbes            | 2017 | Korea Power Celebrity 40                                             | 21-е   | [ 131 ] |
| Forbes            | 2018 | Korea Power Celebrity 40                                             | 17-е   | [ 132 ] |
| Moviewalker Press | 2024 | 10 корейских актёров, которых киносценаристы рекомендуют в 2024 году | Топ 10 | [ 133 ] |
| Sisa Journal      | 2018 | Лидер нового поколения в обществе                                    | 19-е   | [ 134 ] |

### Комментарии
1. ↑  12 декабря 2020 года режиссёр объявил, что актёр Пэ Сону, сыгравший роль Пак Самсуна в дораме, будет исключён из сериала из-за недавнего вождения в нетрезвом виде. Чон Усон заменил Пэ Сону.
2. ↑  «Sisa Journal» — общество лидеров нового поколения, основанное Sisa Journal в 2008 году.
3. ↑  Вместе с BTS, Ю Джэсок, Jinusean[англ.] и тд.